# Viktor Tiogin
Viktor Michajlovitj Tiogin (ryska: Виктор Михайлович Чёгин) född 3 februari 1962 i Bersenevka, Ljambirskij, Ryska SFSR, Sovjetunionen, är en tidigare rysk gångtränare. Han fick avgå som förbundskapten för de ryska gångare sommaren 2015 efter att 20 av hans egna adepter hade åkt dit för dopning.